# Ґоттфрід Трахзель
Ґоттфрід Трахзель (5 жовтня 1907 — 1974) — швейцарський вершник.
Срібний призер Олімпійських Ігор 1952 року в командній виїздці, бронзовий призер 1956 року в командній виїздці.